# Hindoo (häst)
Hindoo, född 1878, död 1901, var ett engelskt fullblod, mest känd för att ha segrat i 30 av sina 35 starter, däribland Kentucky Derby (1881), Travers Stakes (1881), och Clark Handicap (1881). Han blev efter tävlingskarriären far till segraren av Preakness Stakes, Buddhist, och segraren av Belmont Stakes samt den ledande avelshingsten i Nordamerika, Hanover.

## Bakgrund
Hindoo var en brun hingst efter Virgil och under Florence (efter Lexington). Han föddes upp av Daniel Swigert och ägdes av Dwyer Brothers Stable. Han tränades under tävlingskarriären av Edward D. Brown och senare James G. Rowe, Sr..
Hindoo sprang in 71 875 dollar på 35 starter, varav 30 segrar, 3 andraplatser och 2 tredjeplatser. Han tog karriärens största seger i Kentucky Derby (1881). Han segrade även i Champion Stakes (1881), Clark Handicap (1881), Coney Island Derby (1881), Tidal Stakes (1881), Kenner Stakes (1881), Travers Stakes (1881), United States Hotel Stakes (1881) och Coney Island Handicap (1882).

## Karriär
Hindoo började att tränas som tvååring av Edward D. Brown, men såldes under säsongen, och flyttades till James G. Rowe, Sr.:s träning. Hindoo startade som favoritspelad i 1881 års upplaga av Kentucky Derby, där han reds av Jim McLaughlin. Hindoo tog som väntat ledningen i löpet, men släppte efter en halv mile till Lelex. När hästarna gick in i sista svängen återtog Hindoo ledningen, och på upploppet gick han ifrån och segrade med fyra längder. 
Den 1 september 1881 på Sheepshead Bay Race Track tog Hindoo sin 19:e raka seger. Hans segersvit slutade sex dagar senare när han slutade trea i September Handicap på Sheepshead. På 35 starter var Hindoo aldrig sämre än trea.

### Som avelshingst
Under sin första säsong som avelshingst parades Hindoo med Bourbon Belle, och blev far till Hanover, som kom att bli den ledande avelshingsten i Nordamerika under fyra år i rad.

### Död
Hindoo dog den 4 juli 1901 på Runnymede Stud i Paris, Kentucky. Efter skapandet av National Museum of Racing och Hall of Fame 1955, var Hindoo en av de första hästarna som valdes in.